# Stronie Śląskie
Stronie Śląskie (niem. Seitenberg) – miasto w województwie dolnośląskim, w powiecie kłodzkim, siedziba gminy miejsko-wiejskiej Stronie Śląskie.
Położone na ziemi kłodzkiej. W latach 1975–1998 miasto administracyjnie należało do województwa wałbrzyskiego. Miasto było znanym ośrodkiem przemysłu szklarskiego dzięki Hucie Szkła Kryształowego „Violetta”, założonej w 1864 i postawionej w stan upadłości w 2008 r. Zajmujące większą część gminy lasy bogate są w wyjątkową florę i faunę.
Według danych GUS z 1 stycznia 2023 r. miasto liczyło 5028 mieszkańców (568. miejsce w kraju). Powierzchnia wynosiła 2,39 km² (825. miejsce w kraju), natomiast gęstość zaludnienia 2103,8 osób/km² (4. miejsce w województwie dolnośląskim).

## Geografia
- Region geograficzny: Sudety Wschodnie, Ziemia kłodzka
- Wyniesienie: 500–610 m n.p.m.

Stronie Śląskie to niewielkie uprzemysłowione miasto w szerokiej i rozgałęzionej dolinie rzek: Białej Lądeckiej, Morawki i Czarnej Wody. Cztery pasma górskie wydzielają dolinę, w której leży Stronie Śląskie: od północy Góry Złote, od południowego wschodu Góry Bialskie, od południa Masyw Śnieżnika zaś od zachodu góry Krowiarki.

## Historia

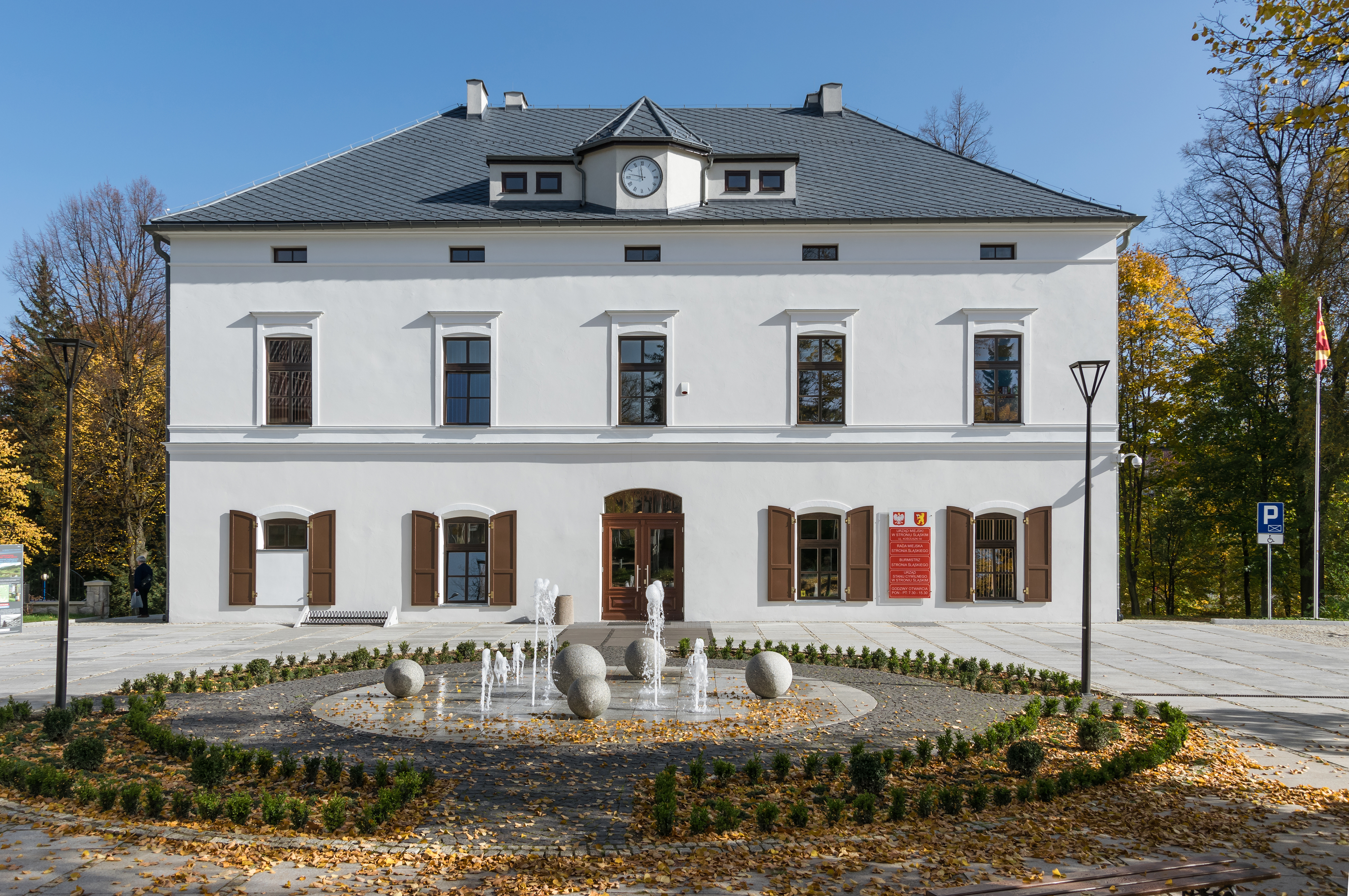
Pałac królewny Marianny Orańskiej, obecnie siedziba Urzędu Miasta i Gminy (2017)

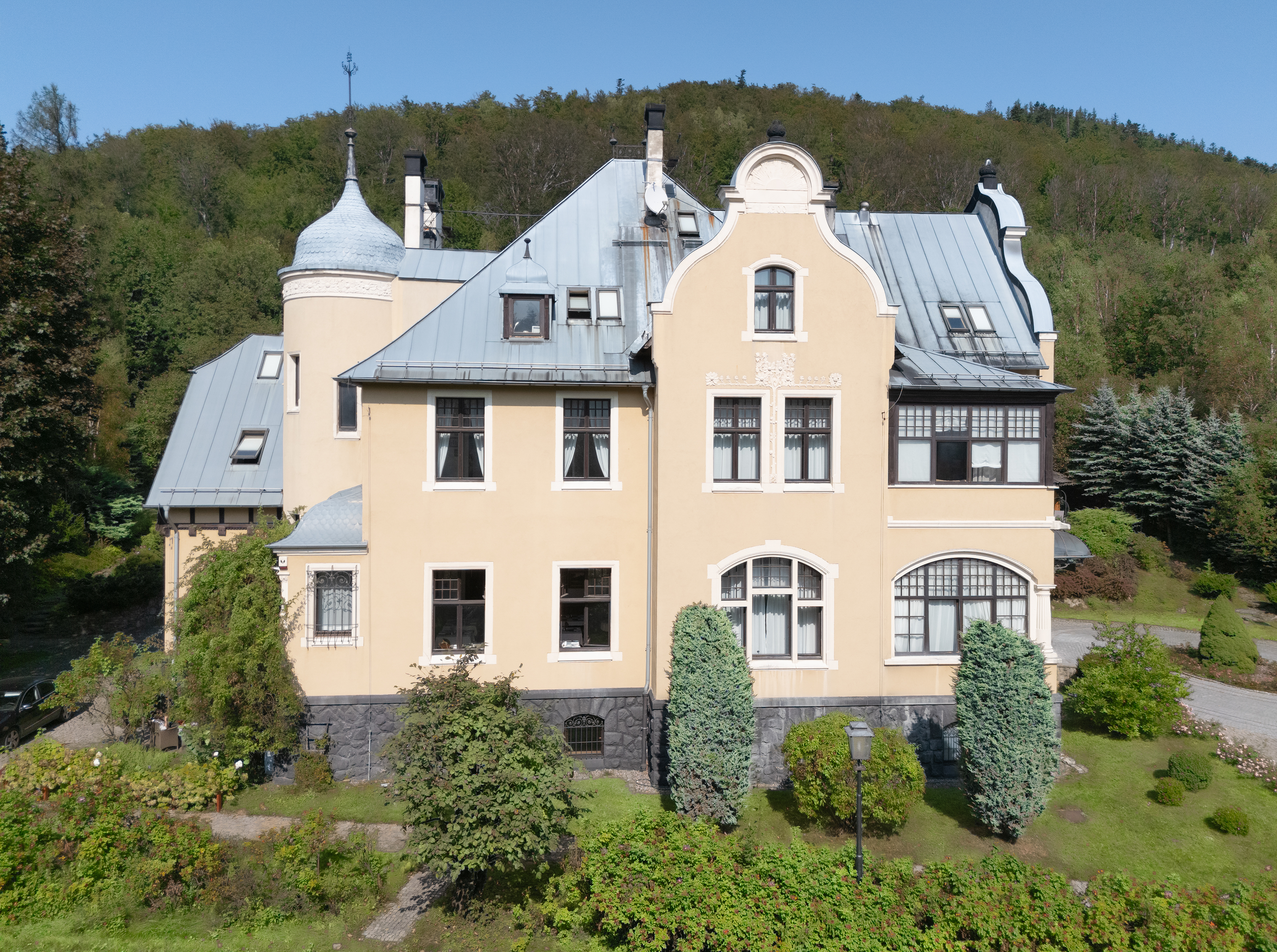
Pensjonat „Villa Elise”

Miejscowość, z nazwy której utworzono nazwę miasta, do II wojny światowej nosiła nazwę Seitenberg i była niewielką osadą pasterską położoną obok znacznie większego Schreckendorf – dzisiejszego Strachocina, pierwszy raz została wymieniona w dokumencie z 1264. Od 1684 stanowiła własność hrabiego M. von Althana z Międzylesia. Wieś znana była później z niewielkiego pałacyku królewny Marianny Orańskiej, która kupiła wieś w 1838 r. oraz uruchomionej w 1864 manufakturowej huty ręcznie zdobionego szkła Oranienhütte. Rozwój przemysłu umożliwiło wybudowanie w 1897 r. linii kolejowej do Kłodzka.
Seitenberg i okolice zostały zajęte w maju 1945 już po zakończeniu II wojny światowej przez wojska radzieckie. Miejscowość przyłączono do Polski, wysiedlając jej dotychczasowych mieszkańców do Niemiec. Wobec braku historycznej nazwy słowiańskiej, Polacy początkowo nazywali miejscowość Żybocin, jednak w 1946 r. wprowadzono urzędowo obecną nazwę, nawiązującą znaczeniowo do formy niemieckiej (Seitenberg = „stronna góra”). Wieś zyskała na znaczeniu na przełomie lat 40. i 50. XX wieku. Rozrosła się dzięki odkrytym w okolicy złożom fluorytu i rud uranu. Mimo że wydobywania rud uranowych zaprzestano dość szybko, a nieopłacalne kopalnie zasypano, to po inwestycji pozostało spore osiedle mieszkaniowe Morawka.
Dalszy rozwój zapewniła Stroniu znaczna rozbudowa huty szkła oraz rozpoczęcie wydobycia marmurów na skalę przemysłową, a także powstanie zakładu chorób nerwowych. Huta Szkła Kryształowego „Violetta” (spółka akcyjna) była głównym pracodawcą miasteczka, obok znajdującego się tu wojewódzkiego szpitala psychiatrycznego.
Początkiem zmian administracyjnych, które doprowadziły do utworzenia miasta, było wyłączenie części wsi Stronie Śląskie z gromady Stronie Śląskie, części wsi Goszów i Strachocin ze znoszonej gromady Strachocin i utworzenie z tych części osiedla Stronie Śląskie, któremu 1 stycznia 1967 nadano status miasta. Luźno zabudowane części wsi nie włączone do osiedla pozostały ze swoimi, aż z 2024 r. nazwę wsi Stronie Śląskie zmieniono na Stronie-Wieś. 
Gmina stawia na turystykę – leży w pięknym krajobrazowo regionie, jest najbardziej lesista w Polsce, na jej terenie jest sporo interesujących miejsc. Przemysł powoli zanika na rzecz rekreacji i sportu. Główną atrakcję stanowi odkryta w latach 60. XX w. Jaskinia Niedźwiedzia w Kletnie. Od kilku lat okolica przyciąga turystów dobrymi warunkami narciarskimi, m.in. dzięki kompleksowi wyciągów na Czarnej Górze. Turystyce sprzyja także malowniczość górskich pejzaży, bliskość szczytu Śnieżnika.
Miasto ucierpiało w znacznym stopniu podczas powodzi we wrześniu 2024 r. Zerwanie zapory zbiornika na Morawce (części ziemnej) doprowadziło do wielu zniszczeń, całkowitego zniszczenia kilku budynków i ewakuacji części mieszkańców.

## Demografia
Piramida wieku mieszkańców Stronia Śląskiego w 2014 roku.

## Przyroda
Cała gmina leży na terenie Śnieżnickiego Parku Krajobrazowego i jego otuliny. Park utworzono w 1981 r. dla ochrony górskiego krajobrazu. Na terenie gminy utworzone są cztery rezerwaty:
- rezerwat przyrody Śnieżnik Kłodzki na szczycie Śnieżnika,
- rezerwat przyrody Puszcza Śnieżnej Białki w okolicy Bielic,
- rezerwat przyrody Nowa Morawa powyżej wsi o tej samej nazwie,
- rezerwat przyrody Jaskinia Niedźwiedzia w Kletnie chroniący samą jaskinię, jej otulinę i zjawiska krasowe.

## Atrakcje turystyczne w okolicy

### Zabytki

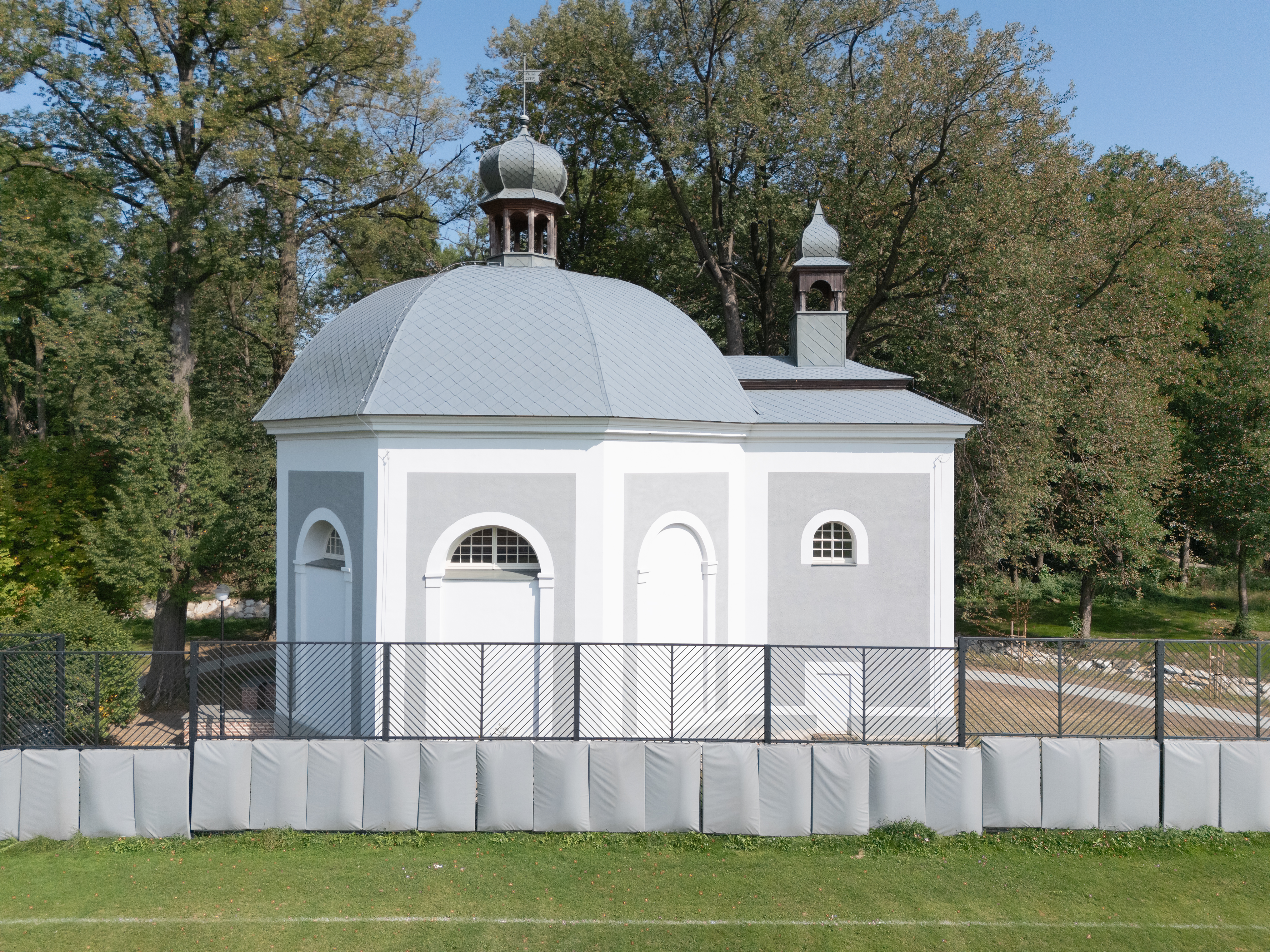
Kaplica św. Onufrego (2016)

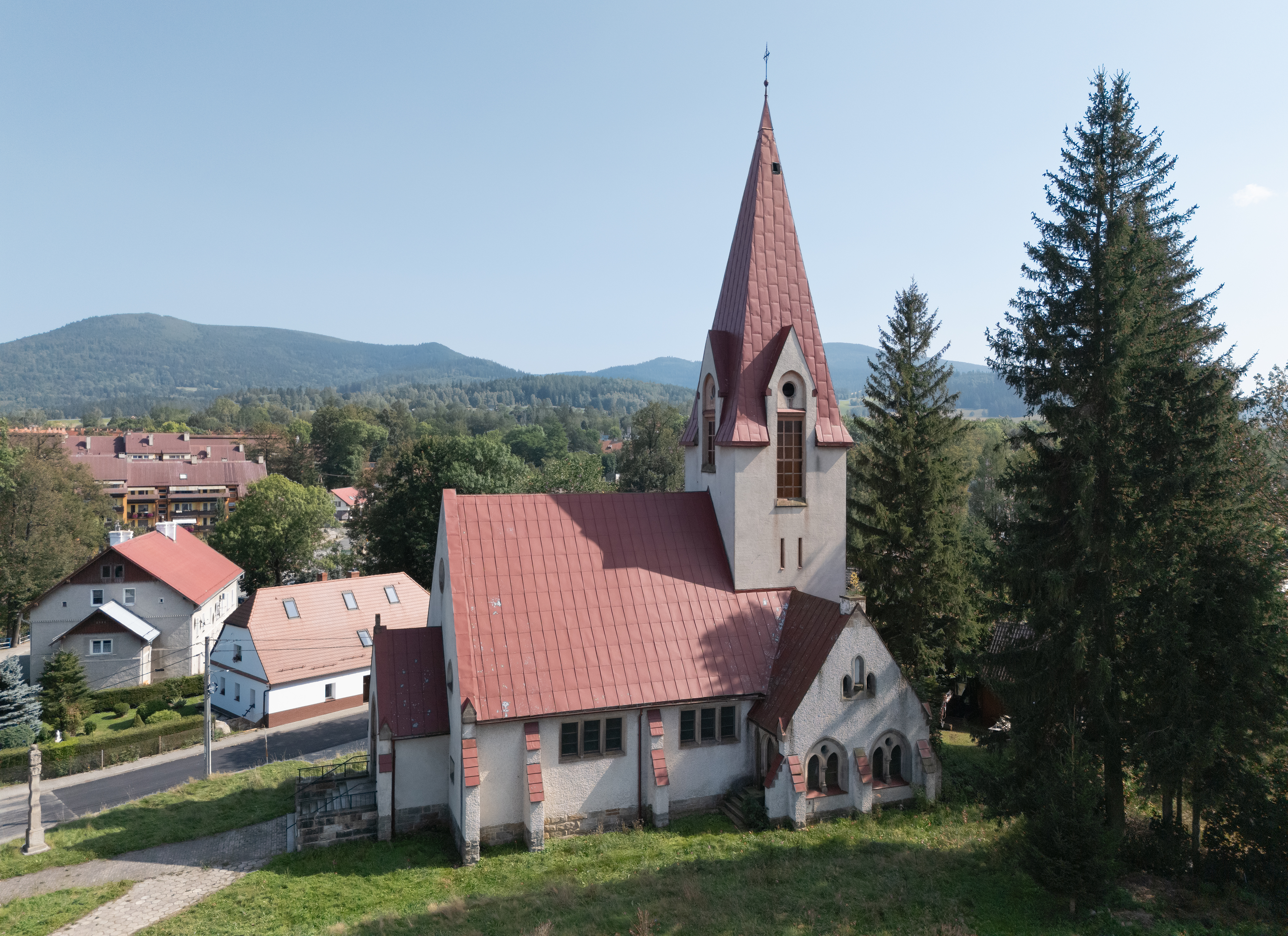
Kościół Zmartwychwstania Pańskiego

Do wojewódzkiego rejestru zabytków wpisane są:
- barokowy kościół pw. Matki Bożej Królowej Polski i św. Maternusa
- kaplica św. Onufrego z XVIII w. w pobliżu stadionu sportowego
- kościół ewangelicki, obecnie rzym.-kat. kościół pw. Zmartwychwstania Pańskiego z 1915 r.
- budynek dworca kolejowego, szachulcowy, z 1897 r.

inne zabytki:
- dawny pałac królewny Marianny Orańskiej, obecnie siedziba Urzędu Miejskiego.

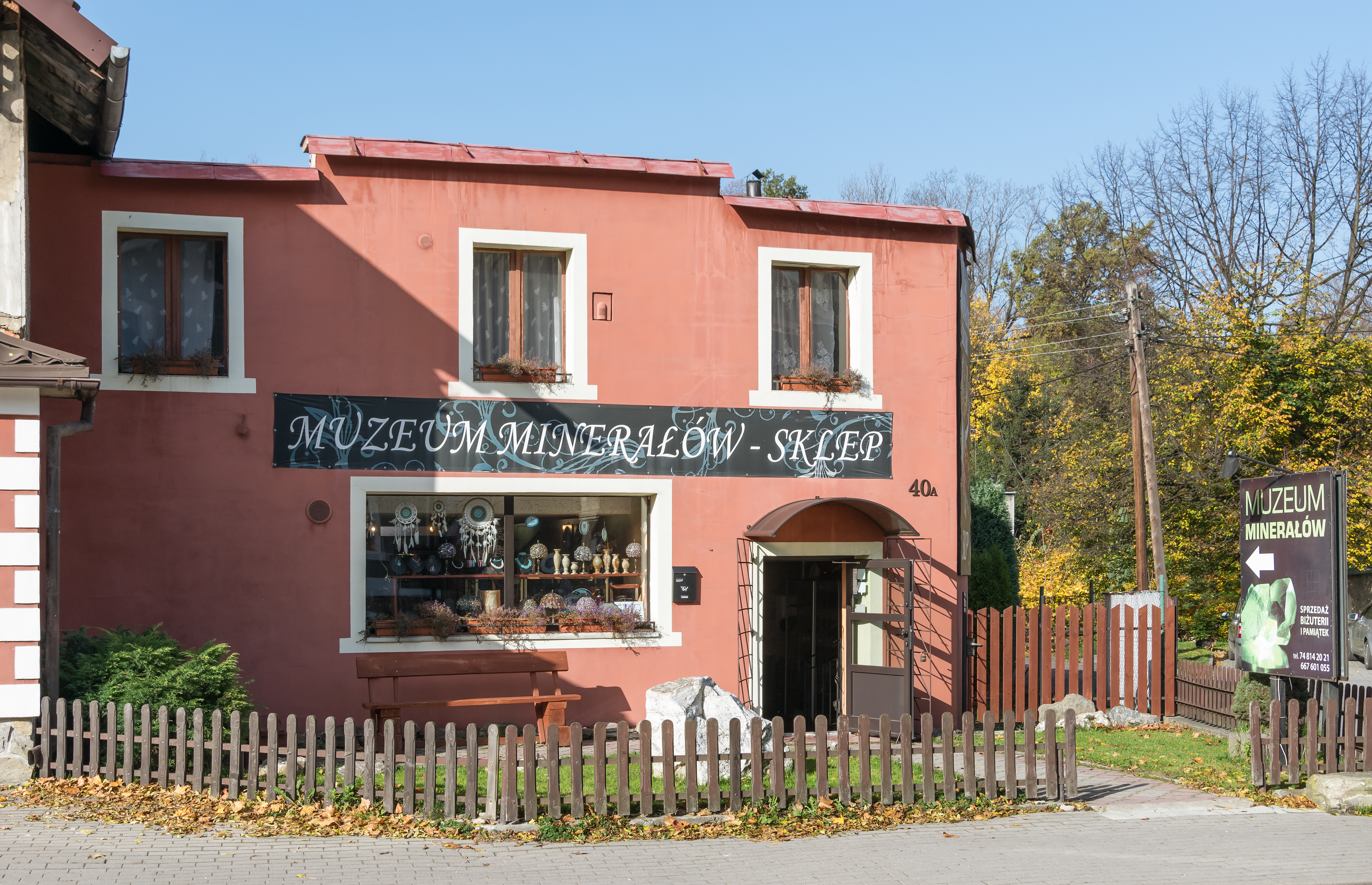
Muzeum Minerałów (2017)

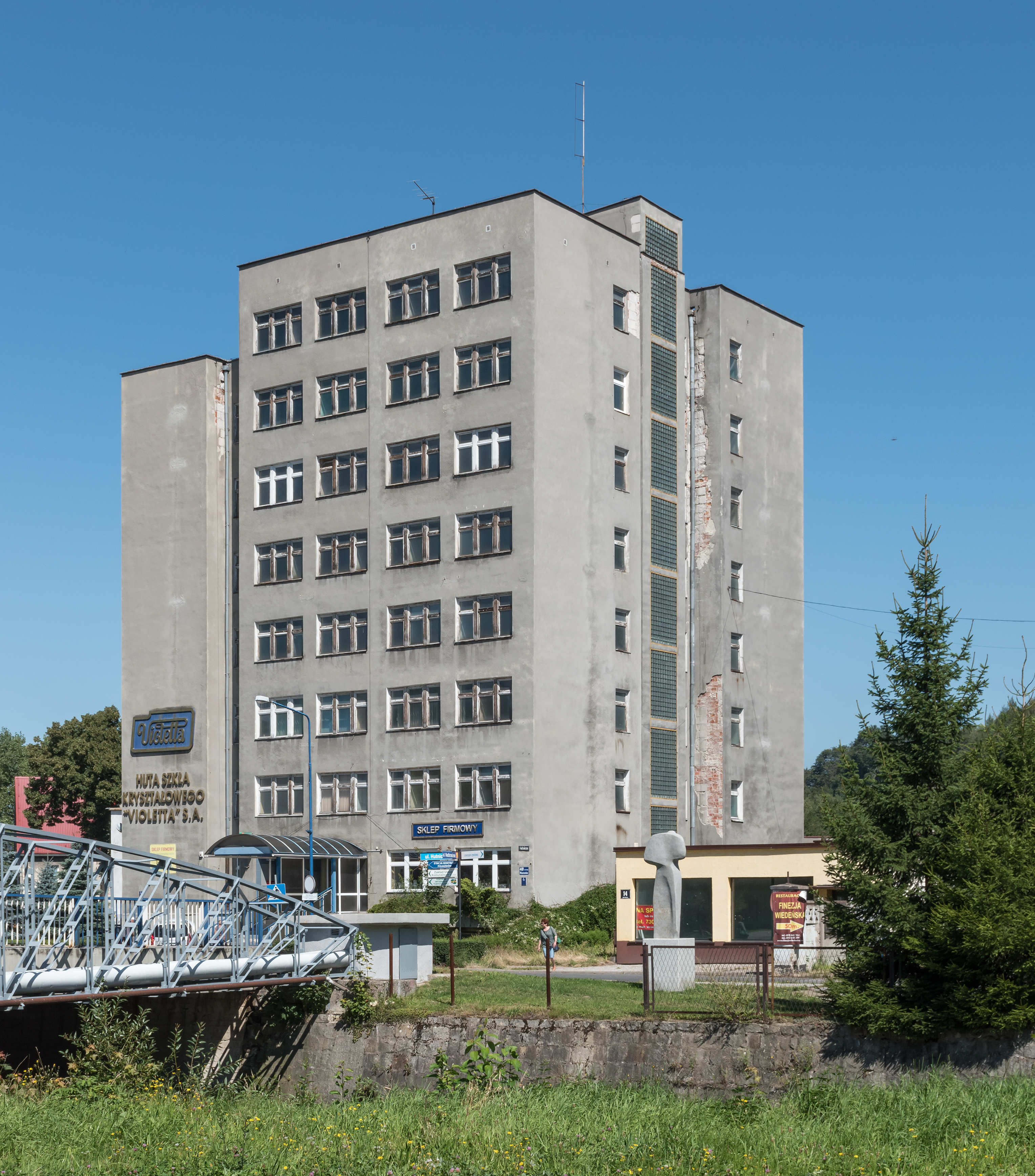
Biurowiec po zlikwidowanej Hucie Szkła Kryształowego „Violetta” (2016)

### Inne
- Jaskinia Niedźwiedzia w Kletnie udostępniona od lutego do listopada, od niedawna udostępniona trasa ekstremalna[12]
- Muzeum Ziemi w Kletnie czynne cały rok,
- ośrodki narciarskie:
  - Czarna Góra w Siennej, blisko 10 kilometrów tras narciarskich (4 trasy z homologacją FIS), 3 koleje krzesełkowe, 7 talerzyków oraz 3 taśmy bieżne dla początkujących, poza tym znajdziemy liczne atrakcje nie tylko w sezonie zimowym tj.: kolej krzesełkowa czynna cały rok, najdłuższa w Polsce zjeżdżalnia grawitacyjna ok. 900 metrów czynna cały rok, wieża widokowa na szczycie Czarnej Góry oraz trasy do uprawiania ekstremalnego kolarstwa górskiego np. Downhill, Freer
  - stacja narciarska Kamienica, kameralna stacja narciarska z 1 koleją krzesełkową oraz 3 wyciągami talerzykowymi,
  - stoki narciarskie w Bielicach, Nowej Morawie i Starym Gierałtowie,
  - trasy narciarstwa biegowego, ok. 300 km ratrakowanych tras, 70 km po polskiej stronie utrzymywanych od sezonu 2014/15 przez gminę Stronie Śląskie, połączonych z 230 km tras po czeskiej stronie[13],
- podziemna trasa turystyczna w starej kopalni uranu udostępniana od lutego do listopada,
- galeria „Wapiennik” w Starej Morawie do obejrzenia po indywidualnym kontakcie z właścicielami,
- zalew rekreacyjny w Starej Morawie ze strzeżonym kąpieliskiem, boiskiem do piłki siatkowej, polem campingowym, wypożyczalnią sprzętu wodnego oraz bazą noclegową,
- Centrum Sportu i Rekreacji z krytą pływalnią, halą sportową i centrum odnowy biologicznej.

## Transport

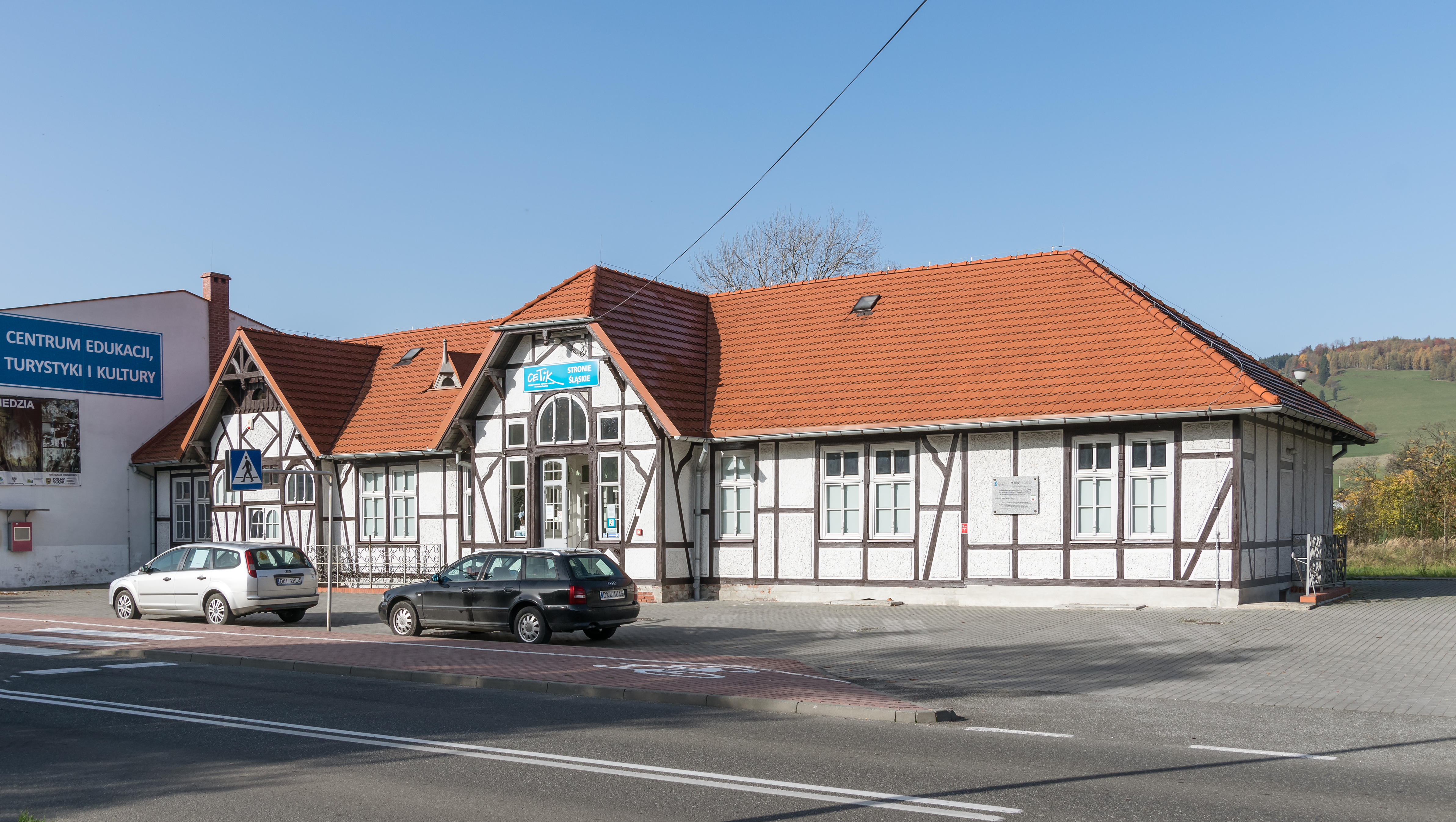
Budynek dworca kolejowego, obecnie ośrodek kultury (2017)

Głównym węzłem komunikacyjnym okolicy jest miasto powiatowe Kłodzko, od którego prowadzą do Stronia dobrze utrzymane asfaltowe szosy. Do miasteczka można dojechać od północy z Kłodzka, Lądka-Zdroju i Złotego Stoku. Od zachodu prowadzi droga z Bystrzycy Kłodzkiej i Międzylesia.
Miasto jest skomunikowane autobusami z Lądkiem-Zdrojem, Kłodzkiem, Bystrzycą Kłodzką, Nową Rudą, Świdnicą, Wałbrzychem, Wrocławiem i Kudową-Zdrojem.
Kursy pasażerskie na linii kolejowej z Kłodzka zawieszono w 2006. W 2021 r. zapowiedziano przywrócenie połączenia kolejowego, 2023 r. prace nad odbudową linii kolejowej nie są prowadzone. 5 września 2022 roku została uruchomiona przez Koleje Dolnośląskie Kolejowa Komunikacja Autobusowa wzdłuż linii nr 322. W Stroniu Śląskim znajdują się dwa przystanki: Stronie Śląskie Dworzec Kolejowy oraz Stronie Śląskie Morawka.

## Wspólnoty wyznaniowe
- Kościół rzymskokatolicki:
  - parafia Matki Bożej Królowej Polski i św. Maternusa
- Świadkowie Jehowy:
  - zbór Stronie-Lądek[15]

## Współpraca międzynarodowa
Miasta i gminy partnerskie:
- La Machine
- Staré Město
- Chodzież
- Dippoldiswalde
- Szikszó